# Recopa Sul-Americana de 2006
A Recopa Sul-Americana de 2006 foi a 13.ª edição do torneio, disputada em dois jogos de ida e volta, entre o brasileiro São Paulo (vencedor da Copa Libertadores da América de 2005) e o argentino Boca Juniors (vencedor da Copa Sul-Americana 2005). O Boca Juniors sagrou-se campeão pela terceira vez na história do torneio e pela segunda vez consecutiva.

## Participantes
| Clube        | Cidade       | Classificação                                   | Participação |
| ------------ | ------------ | ----------------------------------------------- | ------------ |
| Boca Juniors | Buenos Aires | Campeão da Copa Sul-Americana de 2005           | 4ª           |
| São Paulo    | São Paulo    | Campeão da Copa Libertadores da América de 2005 | 3ª           |

## Finais
1° jogo
| 7 de setembro de 2006 | Boca Juniors    | 2 – 1 | São Paulo  | La Bombonera, Buenos Aires (Argentina)                                             |
|                       | Palacio 53' 63' |       | Thiago 30' | Público: 35,426 Árbitro: Carlos Amarilla Auxiliares: Amelio Andino e Manuel Bernal |

| Boca Juniors | São Paulo |

| BOCA JUNIORS: |    |               |     |     |
|               |    |               |     |     |
| G             | 1  | Bobadilla     |     |     |
| LD            | 15 | Calvo         |     |     |
| Z             | 6  | Díaz          |     |     |
| Z             | 3  | Morel         |     |     |
| LE            | 22 | Krupoviesa    | 90' |     |
| V             | 21 | Battaglia (C) |     | 46' |
| V             | 5  | Gago          | 34' |     |
| M             | 19 | Cardozo       |     | 88' |
| M             | 10 | Marino        |     | 71' |
| A             | 14 | Palacio       |     |     |
| A             | 9  | Palermo       |     |     |
| Substituição: |    |               |     |     |
| V             | 8  | Ledesma       | 62' | 46' |
| M             | 23 | Dátolo        |     | 71' |
| A             | 11 | Franzoia      |     | 88' |
| Treinador:    |    |               |     |     |
| Alfio Basile  |    |               |     |     |

| SÃO PAULO:     |    |                  |     |     |     |
|                |    |                  |     |     |     |
| G              | 1  | Rogério Ceni (C) |     |     |     |
| Z              | 2  | Alex Silva       |     |     |     |
| Z              | 3  | Fabão            |     |     |     |
| Z              | 4  | Edcarlos         | 44' |     |     |
| V              | 7  | Mineiro          | 80' |     |     |
| V              | 8  | Josué            |     |     |     |
| M              | 10 | Danilo           |     |     |     |
| M              | 23 | Lenílson         | 84' |     |     |
| LE             | 20 | Richarlysson     | 38' |     |     |
| A              | 19 | Thiago Ribeiro   |     |     |     |
| A              | 14 | Aloísio          |     | 34' |     |
| Substituição:  |    |                  |     |     |     |
| A              | 11 | Alex Dias        |     | 34' | 60' |
| M              | 21 | Souza            |     | 60' |     |
| Treinador:     |    |                  |     |     |     |
| Muricy Ramalho |    |                  |     |     |     |

2° jogo
| 14 de setembro de 2006 | São Paulo                  | 2 – 2 | Boca Juniors              | Morumbi, São Paulo (SP)                                                     |
|                        | Júnior 34' · Morel 85' (C) |       | Palacio 40' · Palermo 75' | Público: 19,861 Árbitro: Óscar Ruiz Auxiliares: Eduardo Botero e José Navia |

| São Paulo | Boca Juniors |

| SÃO PAULO:     |    |                  |     |     |
|                |    |                  |     |     |
| G              | 1  | Rogério Ceni (C) |     |     |
| Z              | 2  | Alex Silva       |     |     |
| Z              | 3  | Fabão            | 71' |     |
| Z              | 4  | Edcarlos         |     | 65' |
| M              | 21 | Souza            |     | 84' |
| V              | 7  | Mineiro          |     |     |
| V              | 8  | Josué            |     |     |
| M              | 10 | Danilo           |     |     |
| LE             | 6  | Júnior           |     |     |
| A              | 19 | Thiago Ribeiro   | 22' |     |
| A              | 23 | Lenílson         |     |     |
| Substituição:  |    |                  |     |     |
| A              | 11 | Alex Dias        |     | 65' |
| M              | 16 | Ilsinho          |     | 84' |
| Treinador:     |    |                  |     |     |
| Muricy Ramalho |    |                  |     |     |

| BOCA JUNIORS: |    |            |     |     |
|               |    |            |     |     |
| G             | 1  | Bobadilla  |     |     |
| LD            | 4  | Ibarra (C) |     |     |
| Z             | 6  | Díaz       | 20' |     |
| Z             | 3  | Morel      |     |     |
| LE            | 22 | Krupoviesa |     |     |
| V             | 8  | Ledesma    |     |     |
| V             | 5  | Gago       |     |     |
| M             | 19 | Cardozo    | 50' | 81' |
| M             | 10 | Marino     |     | 46' |
| A             | 14 | Palacio    |     | 91' |
| A             | 9  | Palermo    | 88' |     |
| Substituição: |    |            |     |     |
| M             | 23 | Dátolo     |     | 46' |
| Z             | 18 | Maidana    |     | 81' |
| A             | 11 | Franzoia   |     | 91' |
| Treinador:    |    |            |     |     |
| Alfio Basile  |    |            |     |     |

| Recopa Sul-Americana 2006        |
| -------------------------------- |
| Boca Juniors Campeão (3º título) |